# حسن قرنفل
حسن قرنفل ولد في ميناء حصن بيروت بأوائل الربع الأخير من القرن التاسع عشر الميلادي، تلقّى علومه في مدارسها، وبرز اجتماعيا بعد انضمامه لجمعية الإصلاح البيروتية سنة 1913 م، ثم عين عضوا في جمعية المقاصد الخيرية الإسلامية، وأمين صندوقها سنة 1918 م. وفي سنة 1920 م عينه الرئيس عمر الداعوق وزيراً للإعاشة في الحكومة العربية ومساعدا له. توفي في بيروت سنة 1938 م.

## مناصبه
- وزير التموين عن بيروت في الحكومة العربية ومساعد رئيسها، وعضو في جمعية بيروت الإصلاح، وعضو جمعية المقاصد الخيرية الإسلامية.